# 多摩六都科学館
多摩六都科学館（たまろくとかがくかん）は、東京都西東京市芝久保町5-10-64に所在する科学館。世界最大級のプラネタリウムを擁する。小平市、東村山市、清瀬市、東久留米市、西東京市で構成される一部事務組合の多摩六都科学館組合によって設置されている。
「東京・ミュージアムぐるっとパス」の利用対象施設にもなっている。隣接地にスカイタワー西東京（田無タワー）が所在する。

## 概要
1994年3月1日に開館。多摩六都とは、多摩地域北部の小平・東村山・田無・保谷・清瀬・東久留米の6市を意味する。田無市と保谷市が2001年に合併して西東京市となったため、現在は5市であるが名称に変更はない。
この5市は多摩地域の北東部（おおむね旧北多摩郡北東部）に位置し、西武鉄道（西武池袋線・西武新宿線）沿線で隣接する。地理的・歴史的に結び付きが強いため広域行政圏を形成し「多摩北部都市広域行政圏協議会」として文化事業や図書館相互利用などの住民サービスを行っている。その一環として設置されたのが多摩六都科学館である。
2004年、館長に元NHK解説委員の高柳雄一が就任した。
プラネタリウムは「サイエンスエッグ」と名付けられている。ドーム直径27.5メートルの傾斜型ドームとなっており、世界第5位の大きさを誇る。2012年7月のリニューアルに伴い、約1億4000万個の恒星を投影する五藤光学研究所製の光学式投映機「CHIRONⅡ（ケイロンⅡ）」を導入。「最も先進的なプラネタリウム」としてギネス世界記録に認定された。全編生解説のプラネタリウムと、高精細で臨場感溢れる大型映像で上映する。
2012年4月、株式会社乃村工藝社が指定管理者として管理運営を開始。2013年3月には展示室も一新し、「チャレンジの部屋」「からだの部屋」「しくみの部屋」「自然の部屋」「地球の部屋」の5つの部屋と、その中にある4つのラボで科学を体験しながら学べる場になっている。
2014年3月1日に開館20周年を迎えた。　
公式キャラクターとして「ペガロク」が存在する。

## 利用案内
詳細は公式サイト「利用案内」を参照のこと。
開館時間
- 9:30 - 17:00（入館は16:00まで）

夏休み期間中は開館時間の延長あり。
休館日
- 毎週月曜日（祝日の場合はその翌日、夏休み期間は無休）
- 年末年始
- 保守点検などの臨時休館日

入館料
団体割引もある。圏域市民感謝デーとして無料入館日もある。障害者手帳提示で本人と介助者1名まで無料。
| 券の種類                                          | 大人    | 小人（4歳～高校生） |
| ------------------------------------------------- | ------- | ------------------- |
| 入館券                                            | 520円   | 210円               |
| 観覧付入館券（展示室＋プラネまたは大型映像を1回） | 1,040円 | 420円               |
| セット券（展示室＋プラネ1回＋大型映像1回）        | 1,460円 | 530円               |

## 交通アクセス
最寄り駅は西武新宿線田無駅または花小金井駅だが、両駅からはやや離れているため、下記の駅から路線バス・コミュニティバスが運行されている。
鉄道・路線バス
- JR中央線
  - 三鷹駅北口より関東バス 多摩六都科学館行 終点下車（乗車時間約35分）※季節運行、運転日要確認
  - 吉祥寺駅北口より西武バス 花小金井駅行科学館南入口下車（乗車時間約40分）徒歩約7分
  - 武蔵小金井駅北口より西武バス 清瀬駅行・東久留米駅行 前沢宿経由 新青梅街道下車（乗車時間約30分）徒歩約15分
- 西武新宿線
  - 花小金井駅より「はなバス」第4北ルート 田無駅行 多摩六都科学館下車（乗車時間約8分）
  - 田無駅北口より「はなバス」第4北ルート 花小金井駅行 多摩六都科学館下車（乗車時間約15分）
- 西武池袋線
  - ひばりヶ丘駅南口より西武バス 田無駅行・武蔵境駅行（南沢5丁目経由）西原グリーンハイツ下車 徒歩約10分
  - 東久留米駅西口・清瀬駅南口 西武バス 武蔵小金井駅行（前沢宿経由）新青梅街道下車（乗車時間約16分）徒歩約15分

自動車
- 新青梅街道「多摩六都科学館入口」信号南に入る（駐車場は普通車170台・バス等20台）